# Pfarrkirche Damüls

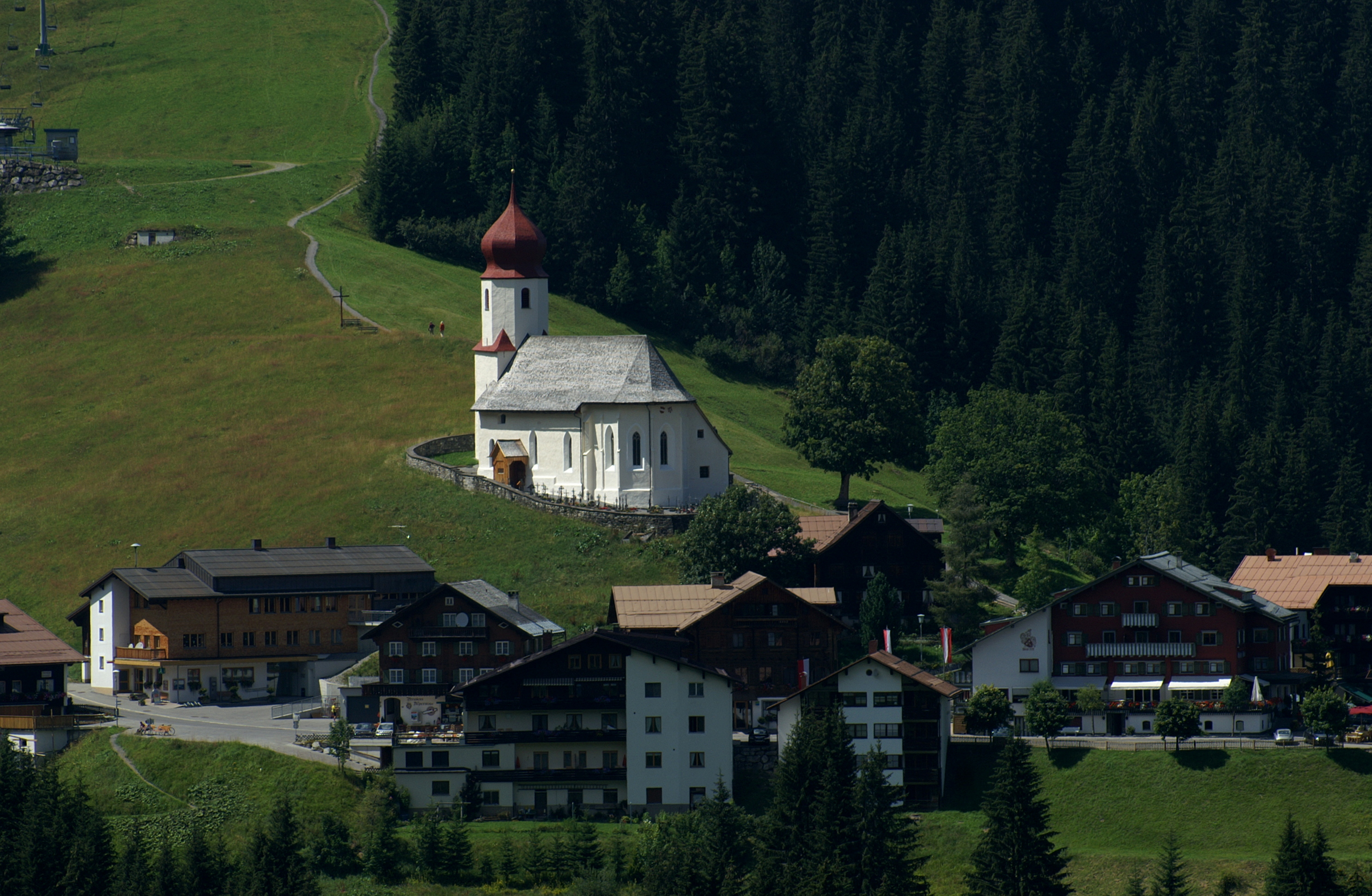
Katholische Pfarrkirche hl. Nikolaus in Damüls

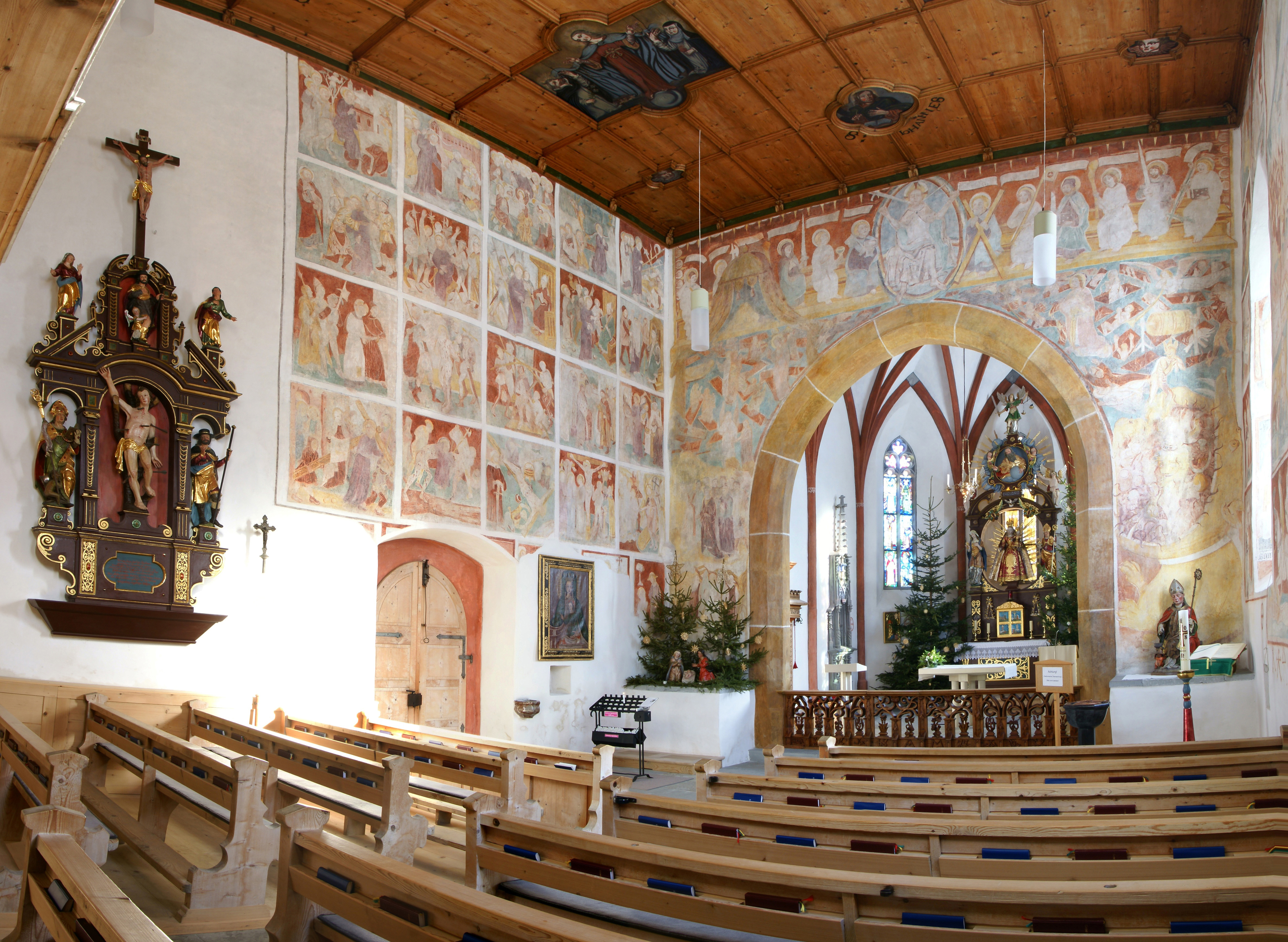
Im Langhaus zum Chor

Die römisch-katholische Pfarrkirche Damüls steht in einer Höhe von 1425 m ü. A. exponiert über der Siedlung in der Gemeinde Damüls in Österreich. Die dem heiligen Nikolaus von Myra geweihte Pfarrkirche gehört zum Dekanat Hinterwald der Diözese Feldkirch. Die Kirche steht unter Denkmalschutz.

## Geschichte
An der Stelle einer urkundlich 1392 genannten Kirche wurde 1484 mit dem Baumeister und Steinmetz Rolle Maiger ein Neubau errichtet und 1495 geweiht. Zwischen 1693 und 1733 wurde die Kirche barockisiert.

## Architektur
Der gotische Kirchenbau mit Langhaus und Chor unter einem Satteldach hat einen stark schräg angestellten Westturm und ist im Südwesten von einem Friedhof umgeben. Das Langhaus hat an der Südseite einen abgestuften Sockel und zwei Spitzbogenfenster, ein Rundbogenfenster und ein kleines Flachbogenfenster. Das abgefaste Spitzbogenportal hat zum Schutz ein Vorzeichen aus Holz. Am Übergang Langhaus zum Chor ist ein kräftiger Strebepfeiler eingebunden, wie auch zwei Strebepfeiler am Chorhaupt. Am Langhaus und Chor ist ein durchlaufendes Hohlkehlgesims am Dachansatz. Die Chorscheitelwand zeigt die gemalten Wappen Österreich und Montfort-Feldkirch. Die Westwand zeigt die Jahresangabe 1756. Nordseitig am Chor ist eine Sakristei und Vorhalle unter einem Pultdach angebaut. Der Turm hat einen gotischen quadratischen Unterbau mit einer barocken achteckigen Glockenstube mit vier Rundbogenschallöffnungen und trägt eine Zwiebelhaube.
Der Saalraum hat eine flache bemalte Holzfelderdecke. Die gerade Holzempore steht auf zwei gebauchten Stützen. Der eingezogene abgefaste leicht spitzbogige Chorbogen zeigt an der Innenseite die Wappen Österreich und Montfort. Der eingezogene zweijochige Chor mit Dreiachtelschluss hat ein Netzrippengewölbe mit teils abgeschlagenen Säulendiensten. Am Chorgewölbe sind Meisterzeichen und die Inschrift 1484 roll maiger von roetis maister dis bus, renovirt 1733:1950. In der rechten Chorwand ist eine Nische mit Dreieckgiebelabschluss und einem abgefasten Gewände. Der Chor hat vier Spitzbogenfenster mit Maßwerk mit Glasmalerei vom Maler Hubert Dietrich (1961), links die Heiligen Anna, Ilga, Merbod und Bischof Franz Joseph Rudigier, Abt Franz Pfanner, Abt Martin Greußing (1592–1666), rechts die Heiligen Josef, Gebhard, Fridolin, Fidelis, Diedo, Gerold.
Das Turmuntergeschoß hat ein schmales Spitzbogenportal und dient als Beichtkapelle, der tonnengewölbte Raum hat ein Fenster mit der Glasmalerei Pfarrer von Ars von Hubert Dietrich (1957), ausgeführt mit der Tiroler Glasmalereianstalt.
Die Holzfelderdecke des Saalraumes zeigt Bilder des Malers Johann Purtscher, in der 1. Reihe beim Chorbogen von links Engelkopf, Johannes Evangelist, Engelkopf, 2. Reihe Rosenkranzmadonna mit Dominikus und Katharina, Aufnahme Mariens in den Himmel durch Christus und Gottvater, 3. Reihe Markus, Krönung Mariens, Lukas, 4. Reihe Martin Wappen Österreich und Montfort, Antonius, 5. Reihe Engelköpfe, Matthäus.
Die kunsthistorisch bedeutsamen Fresken aus 1490/1500 wurden erst 1950 freigelegt. Sie vermitteln den Betrachtenden den Eindruck, der ganze Raum sei mit einem Teppich bunter Bilder ausgestattet.
An der Nordwand zeigen sie die Passion Christi, 1. Reihe Palmsonntag, Austreibung der Händler aus dem Tempel, Letztes Abendmahl, Jesus am Ölberg, die Häscher sind vor Jesus auf den Rücken gefallen, 2. Reihe Judaskuss, Jesus wird verspottet, bespien und geschlagen, Jesus vor Annas, Jesus vor Kaiphas, Petrus verleugnet Christus, Jesus vor Pilatus, 3. Reihe Herodes entläßt Christus, Geißelung, Dornenkrönung, Ecce homo, Pilatus hat Jesus zum Tode verurteilt, 4. Reihe Veronika reicht Jesus das Schweißtuch, Simon von Cyrene hilft Jesus das Kreuz tragen, Kreuzigung, Jesus stirbt am Kreuz, Jesus in der Vorhölle. 
An der Ostwand, also am Chorbogen das Jüngste Gericht, zur Rechten und Linken des Herrn sitzen auf den zwölf Thronen der Stämme Israels die Zwölf Apostel zu Gericht, darunter in den beiden Zwickeln posaunenblasende Engel, und links der Chor der Heiligen (mit einem Baldachin als barocke Ergänzung), das Fegefeuer öffnet sich, rechts der Höllenrachen.
Die Südwand ist durch ein gotisches Fenster in zwei Teile gegliedert. Links vom Fenster sind von unten nach oben die Leiblichen Werke der Barmherzigkeit zu sehen: Fremde beherbergen, Nackte bekleiden, Hungernden und Durstigen zu essen bzw. trinken zu geben, Kranke besuchen, Gefangene trösten und (rechts daneben bzw. über dem Fenster) Tote begraben. In der linken Fensterlaibung sieht man die Heiligen Agatha und Jodok. Das Monumentalgemälde rechts des Fensters (etwas beschnitten, da das Fenster vergrößert wurde), zeigt die Anbetung der Könige. Links unten, rot eingerahmt und ebenfalls beschnitten ist Georg im Kampf gegen den Drachen dargestellt.
Im Vorzeichen ist ein Gemälde Jüngstes Gericht aus dem 17. Jahrhundert.

## Ausstattung
Der Hochaltar aus 1733 mit einem Rahmenaufbau mit Fruchtgirlanden zeigt auf dem Pilastersockel gemalt links die Stifter und rechts die Bittinschrift von Pfarrer Gallo Rezler. Der Hochaltar trägt die bekleidete Figur Maria mit Kind um 1730, Magdalena links und Nikolaus rechts, im Aufsatz Gottvater von zwei Gebälkengeln flankiert, oben Erzengel Michael, alle geschaffen vom Bildhauer Erasmus Kern (um 1630), vom ehemaligen frühbarocken Altar. Der Tabernakel mit Emailbildern der Erlösung durch Christus entstand nach einem Entwurf von Hubert Dietrich, ausgeführt von Walter Grießer. Der Volksaltar entstand mit Evangelistenreliefs von Fidel Rudhart (1901), gefasst von Anton Jehly dem Jüngeren, übernommen von der ehemaligen Kanzel.
Der linke Seitenaltar trug ein Kruzifix mit Wundmalen um 1680, auf der rechten Seitenaltarmensa stand die Figur Theodul um 1470, beides ist in Verwahrung. Die ehemalige Hochaltargruppe Krönung Mariens und Salvator von Ivo Strigel um 1500 ist in Verwahrung. Der Pestaltar an der linken Langhauswand von Erasmus Kern (1630) trägt Figuren mittig Sebastian, links Theodul, rechts Jodok, in der Aufsatznische Rochus, darüber Kruzifix, seitlich auf den Giebelpodesten links Maria rechts Johannes.
Das Sakramentshaus im zweiten Chorjoch links schuf Rolle Maiger mit Steinmetzzeichen und Jahreszahl 1487.
Die Orgel baute als Erstlingswerk 1874 Anton Behmann. Es gibt eine Glocke aus 1459.
Es gibt das Porträt des Pfarrherrn Franz Schmidinger (gestorben 1921) gemalt von Florus Scheel (1921).